# J.League 1993
La stagione 1993 è stata la prima edizione della J.League, massimo livello professionistico del campionato giapponese di calcio.

## Avvenimenti

### Antefatti

Con 28 reti Ramón Díaz, acquistato nel precampionato dagli Yokohama Marinos, divenne il primo calciatore a laurearsi capocannoniere della J.League.

La prima edizione del campionato di calcio giapponese disputato a regime professionistico vide ai nastri di partenza i dieci club che si erano affrontati nell'interlocutoria edizione 1992 della Coppa Yamazaki Nabisco: le squadre avrebbero partecipato ad un torneo che si sarebbe svolto in due fasi, organizzate in un girone all'italiana (denominati Suntory e NICOS Series per ragioni di sponsorizzazione) con la formula andata e ritorno. La classifica sarebbe stata definita in base al numero di vittorie ottenute nell'arco della manifestazione: nel caso in cui la parità perduri oltre i tempi regolamentari, la gara si sarebbe prolungata fino ai tempi supplementari (in cui vigeva la regola del golden gol) e, nel caso in cui la situazione non si fosse sbloccata, ai tiri di rigore. Al termine del torneo, le prime classificate delle due fasi si sarebbero affrontate in una gara di andata e ritorno che avrebbe stabilito la vincitrice del titolo nazionale.
In sede di calciomercato, continuò l'afflusso di giocatori provenienti da club esteri: tra gli acquisti più importanti vi furono quelli di Pierre Littbarski al JEF United, Gary Lineker al Nagoya Grampus Eight, Uwe Rahn agli Urawa Red Diamonds, Bismarck al Verdy Kawasaki e il futuro capocannoniere del torneo Ramón Díaz agli Yokohama Marinos. Vennero infine confermati tutti gli allenatori della stagione precedente, ad eccezione di Pepe, rilevato da Yasutarō Matsuki alla guida del Verdy Kawasaki.

### Il campionato

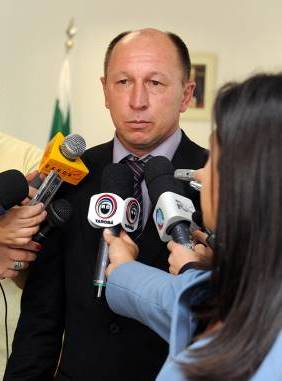
Alcindo Sartori, vicecapocannoniere del campionato, segnò il gol del vantaggio del Kashima Antlers nella finale di ritorno.

#### Suntory Series
Il nuovo campionato prese il via il 15 maggio 1993 proponendo l'incontro tra le due squadre nate dalla rifondazione delle due protagoniste delle ultime edizioni della Japan Soccer League, ossia Yokohama Marinos e Verdy Kawasaki. Entrambe le squadre, tuttavia, non brillarono e così ne approfittò il JEF United che, sconfiggendo i Marinos in trasferta il 29 maggio, divennero la prima squadra a prendere il comando della classifica in solitaria. Già tre giorni dopo la squadra riportò una sconfitta contro il Kashima Antlers che, nell'arco di due giornate, si liberò delle altre inseguitrici e fece il vuoto: battendo gli Yokohama Marinos il 3 luglio, gli Antlers ipotecarono la qualificazione in finale che arrivò quattro giorni dopo e con due gare di anticipo.

#### NICOS Series
Nella seconda fase, iniziata il 24 luglio, fu nuovamente il JEF United a prendere per primo il comando della classifica in solitaria, il quale sarà subito raggiunto dallo Shimizu S-Pulse e dal Verdy Kawasaki. Le due squadre proseguiranno a braccetto sino al 28 agosto quando, una vittoria ai tiri di rigore nello scontro diretto favorì lo Shimizu S-Pulse. Di lì in poi, tuttavia, la squadra accuserà un leggero calo subendo il ritorno del Verdy Kawasaki che, vincendo tutte le gare rimanenti, prenderà definitivamente il comando della classifica il 20 novembre, per assicurarsi l'accesso in finale con un turno di anticipo.

#### Finale
L'incontro conclusivo del campionato, disputato al National Stadium di Tokyo tra il 9 e il 16 gennaio 1994 vide prevalere il Verdy Kawasaki: dopo aver vinto la gara di andata per 2-0, un gol segnato da Kazuyoshi Miura allo scadere della gara di ritorno nonché l'espulsione di Zico permetteranno alla squadra di vincere il primo titolo nazionale da professionista (nonché terzo consecutivo).

## Squadre partecipanti

### Profili
| Club partecipanti   | Club partecipanti | Città     | Stadio                     | Sponsor tecnico | Sponsor ufficiale                      | Stagione 1991-1992                              |
| ------------------- | ----------------- | --------- | -------------------------- | --------------- | -------------------------------------- | ----------------------------------------------- |
| Gamba Osaka         | dettagli          | Osaka     | Osaka Expo '70 Stadium     | Mizuno          | Panasonic                              | 5° in JSL Division 1 (come Matsushita Electric) |
| JEF United          | dettagli          | Ichihara  | Ichihara Seaside Stadium   | Mizuno          | SEGA Pentel JR-East Furukawa           | 7° in JSL Division 1 (come JR-East Furukawa)    |
| Kashima Antlers     | dettagli          | Kashima   | Kashima Stadium            | Mizuno          | nessuno                                | 2° in JSL Division 2 (come Sumitomo Metals)     |
| Nagoya Grampus      | dettagli          | Nagoya    | Mizuho Rugby Stadium       | Mizuno          | Toyota                                 | 12° in JSL Division 1 (come Toyota Motors)      |
| Sanfrecce Hiroshima | dettagli          | Hiroshima | Hiroshima Big Arch         | Mizuno          | Ford Mazda Wood One                    | 6° in JSL Division 1 (come Mazda)               |
| Shimizu S-Pulse     | dettagli          | Shizuoka  | Nihondaira Sports Stadium  | Mizuno          | Japan Airlines J-Oil Mills Ezaki Glico | Inattiva                                        |
| Urawa Reds          | dettagli          | Saitama   | Urawa Komaba Stadium       | Mizuno          | Mitsubishi Mirage WordPerfect          | 11° in JSL Division 1 (come Mitsubishi Motors)  |
| Verdy Kawasaki      | dettagli          | Kawasaki  | Todoroki Athletics Stadium | Mizuno          | Coca Cola McDonald's                   | Campione del Giappone (come Yomiuri)            |
| Yokohama Flügels    | dettagli          | Yokohama  | Mitsuzawa Stadium          | Mizuno          | ANA SATO Idemitsu Bandai               | 8° in JSL Division 1 (come ANA)                 |
| Yokohama Marinos    | dettagli          | Yokohama  | Mitsuzawa Stadium          | Mizuno          | Nissan Kodak BP                        | 2° in JSL Division 1 (come Nissan Motors)       |

### Allenatori

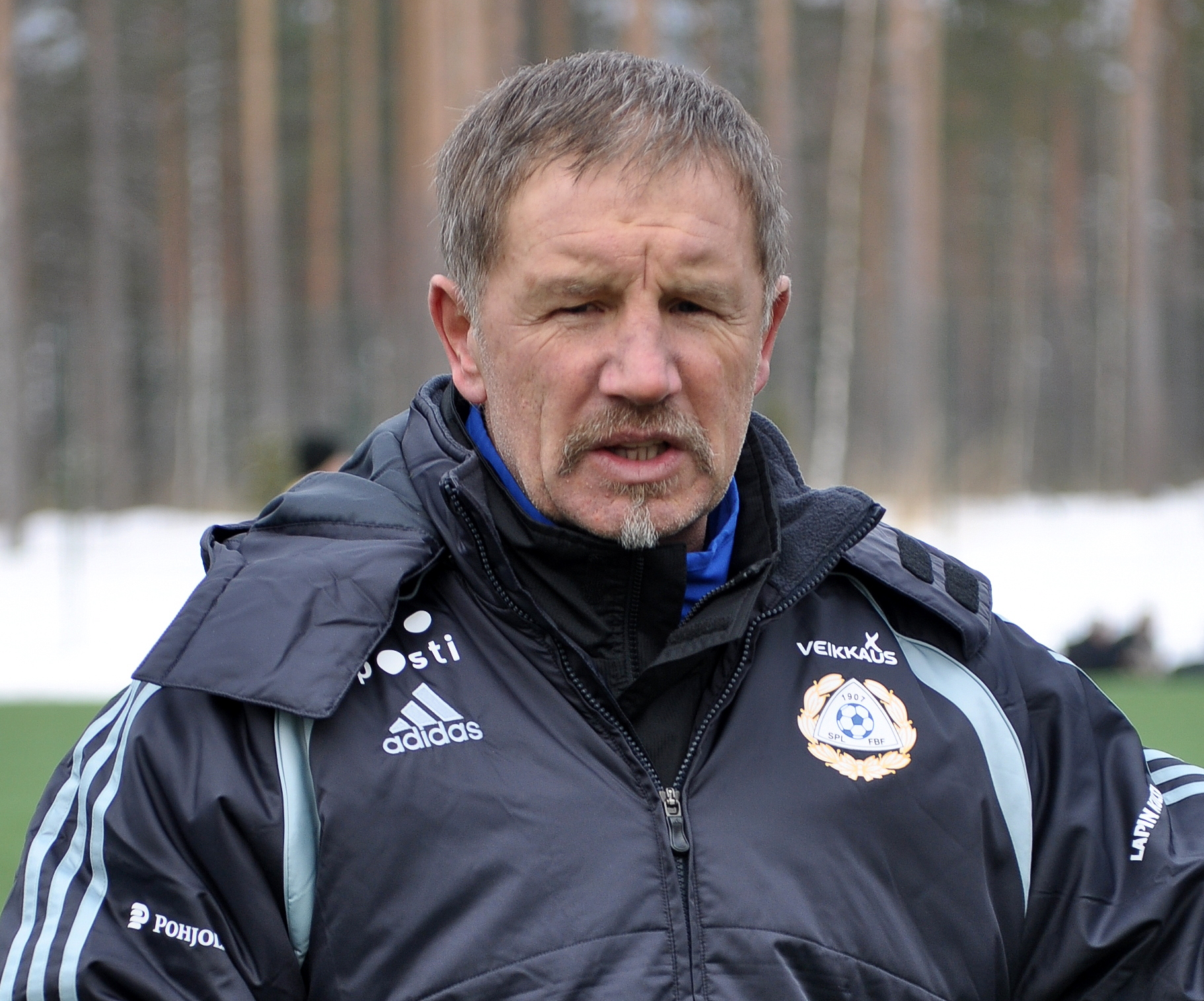
Stuart Baxter, allenatore del Sanfrecce Hiroshima.

| Club                | Allenatore         |
| ------------------- | ------------------ |
| JEF United          | Yoshikazu Nagai    |
| Gamba Osaka         | Kunishige Kamamoto |
| Nagoya Grampus      | Ryūzō Hiraki       |
| Kashima Antlers     | Masakatsu Miyamoto |
| Sanfrecce Hiroshima | Stuart Baxter      |
| Shimizu S-Pulse     | Émerson Leão       |
| Urawa Reds          | Takaji Mori        |
| Verdy Kawasaki      | Yasutarō Matsuki   |
| Yokohama Flügels    | Shū Kamo           |
| Yokohama Marinos    | Hidehiko Shimizu   |

## Classifiche

### Suntory Series
|  | Pos. | Squadra             | G  | V  | P  | GF | GS | DR  |
|  | ---- | ------------------- | -- | -- | -- | -- | -- | --- |
|  | 1.   | Kashima Antlers     | 18 | 13 | 5  | 41 | 18 | +23 |
|  | 2.   | Verdy Kawasaki      | 18 | 12 | 6  | 29 | 21 | +8  |
|  | 3.   | Yokohama Marinos    | 18 | 11 | 7  | 29 | 24 | +5  |
|  | 4.   | Shimizu S-Pulse     | 18 | 10 | 8  | 28 | 25 | +3  |
|  | 5.   | JEF United          | 18 | 9  | 9  | 26 | 23 | +3  |
|  | 6.   | Sanfrecce Hiroshima | 18 | 9  | 9  | 23 | 24 | -1  |
|  | 7.   | Yokohama Flügels    | 18 | 8  | 10 | 24 | 21 | +3  |
|  | 8.   | Gamba Osaka         | 18 | 8  | 10 | 27 | 31 | -4  |
|  | 9.   | Nagoya Grampus      | 18 | 7  | 11 | 21 | 28 | -7  |
|  | 10.  | Urawa Reds          | 18 | 3  | 15 | 11 | 34 | -23 |

### NICOS Series
|  | Pos. | Squadra             | G  | V  | P  | GF | GS | DR  |
|  | ---- | ------------------- | -- | -- | -- | -- | -- | --- |
|  | 1.   | Verdy Kawasaki      | 18 | 16 | 2  | 43 | 10 | +33 |
|  | 2.   | Shimizu S-Pulse     | 18 | 14 | 4  | 26 | 9  | +17 |
|  | 3.   | Yokohama Marinos    | 18 | 10 | 8  | 31 | 24 | +7  |
|  | 4.   | Kashima Antlers     | 18 | 10 | 8  | 31 | 25 | +6  |
|  | 5.   | Sanfrecce Hiroshima | 18 | 9  | 9  | 31 | 25 | +6  |
|  | 6.   | Gamba Osaka         | 18 | 8  | 10 | 24 | 34 | -10 |
|  | 7.   | Yokohama Flügels    | 18 | 8  | 10 | 20 | 30 | -10 |
|  | 8.   | Nagoya Grampus      | 18 | 5  | 13 | 27 | 28 | -1  |
|  | 9.   | JEF United          | 18 | 5  | 13 | 25 | 44 | -19 |
|  | 10.  | Urawa Reds          | 18 | 5  | 13 | 15 | 44 | -29 |

Legenda:

      Qualificate alla finale
Note:
Le squadre sono classificate in base al numero di vittorie ottenute nell'arco del campionato.

### Classifica finale
|                     | Pos. | Squadra             | G  | V  | P  | GF | GS | DR  |
| ------------------- | ---- | ------------------- | -- | -- | -- | -- | -- | --- |
| Giappone (bandiera) | 1.   | Verdy Kawasaki      | 36 | 28 | 8  | 69 | 28 | +41 |
|                     | 2.   | Kashima Antlers     | 36 | 23 | 13 | 72 | 43 | +29 |
|                     | 3.   | Shimizu S-Pulse     | 36 | 24 | 12 | 54 | 34 | +20 |
|                     | 4.   | Yokohama Marinos    | 36 | 21 | 15 | 60 | 48 | +12 |
|                     | 5.   | Sanfrecce Hiroshima | 36 | 18 | 18 | 54 | 49 | +5  |
|                     | 6.   | Yokohama Flügels    | 36 | 16 | 20 | 51 | 65 | -7  |
|                     | 7.   | Gamba Osaka         | 36 | 16 | 20 | 51 | 65 | -14 |
|                     | 8.   | JEF United          | 36 | 14 | 22 | 51 | 67 | -16 |
|                     | 9.   | Nagoya Grampus      | 36 | 12 | 24 | 48 | 66 | -18 |
|                     | 10.  | Urawa Reds          | 36 | 8  | 28 | 26 | 78 | -52 |

Legenda:

      Campione del Giappone e ammessa al Campionato d'Asia per club 1994

      Ammessa alla Coppa delle Coppe dell'AFC 1994-1995
Note:
Le squadre sono classificate in base al numero di vittorie ottenute nell'arco del campionato.

## Risultati

### Tabellone
Suntory Series
|                     | Ant  | Ver  | Mar  | Ssp  | JEF  | San  | Flu  | Gam  | Gra  | Red  |
| ------------------- | ---- | ---- | ---- | ---- | ---- | ---- | ---- | ---- | ---- | ---- |
| Kashima Antlers     | –––– | 3-2  | 3-1  | 1-2  | 2-1  | 1-2  | 3-2  | 4-0  | 5-0  | 3-2  |
| Verdy Kawasaki      | 1-0  | –––– | 1-2  | 4-2  | 2-1  | 2-0  | 5-4  | 1-0  | 5-0  | 1-0  |
| Yokohama Marinos    | 0-2  | 1-0  | –––– | 3-1  | 0-5  | 3-2  | 3-2  | 1-0  | 1-0  | 5-1  |
| Shimizu S-Pulse     | 2-1  | 2-4  | 1-2  | –––– | 4-1  | 1-0  | 1-0  | 3-2  | 5-6  | 6-5  |
| JEF United          | 0-2  | 2-1  | 1-3  | 1-2  | –––– | 1-0  | 1-0  | 0-1  | 3-1  | 1-0  |
| Sanfrecce Hiroshima | 0-1  | 1-2  | 1-0  | 0-3  | 2-1  | –––– | 1-2  | 4-3  | 2-0  | 1-0  |
| Yokohama Flügels    | 2-0  | 1-3  | 1-0  | 3-2  | 1-0  | 1-2  | –––– | 0-1  | 1-2  | 3-1  |
| Gamba Osaka         | 2-4  | 2-3  | 2-1  | 6-7  | 0-3  | 3-4  | 2-1  | –––– | 3-1  | 1-0  |
| Nagoya Grampus E.   | 0-4  | 3-1  | 4-3  | 3-1  | 0-1  | 1-4  | 1-2  | 2-3  | –––– | 3-1  |
| Urawa Reds          | 0-2  | 4-2  | 0-1  | 2-1  | 2-3  | 1-0  | 0-2  | 1-3  | 0-3  | –––– |

NICOS Series
|                     | Ver  | Ssp  | Mar  | Ant  | San  | Gam  | Flu  | Gra  | JEF  | Red  |
| ------------------- | ---- | ---- | ---- | ---- | ---- | ---- | ---- | ---- | ---- | ---- |
| Verdy Kawasaki      | –––– | 2-3  | 1-0  | 2-1  | 3-0  | 2-0  | 3-0  | 3-1  | 2-1  | 4-0  |
| Shimizu S-Pulse     | 0-1  | –––– | 1-0  | 0-2  | 2-1  | 3-2  | 3-1  | 2-0  | 3-4  | 3-0  |
| Yokohama Marinos    | 3-0  | 0-4  | –––– | 8-7  | 1-2  | 4-0  | 4-1  | 2-0  | 2-0  | 3-2  |
| Kashima Antlers     | 1-2  | 0-1  | 3-2  | –––– | 4-3  | 3-4  | 1-2  | 5-3  | 3-0  | 2-0  |
| Sanfrecce Hiroshima | 1-3  | 4-5  | 1-2  | 0-1  | –––– | 0-2  | 3-0  | 1-0  | 2-0  | 4-0  |
| Gamba Osaka         | 0-4  | 0-2  | 2-1  | 0-1  | 3-6  | –––– | 4-5  | 6-5  | 2-0  | 0-1  |
| Yokohama Flügels    | 0-1  | 0-1  | 3-2  | 2-3  | 1-2  | 0-1  | –––– | 1-0  | 2-3  | 2-1  |
| Nagoya Grampus E.   | 1-2  | 0-1  | 1-2  | 2-1  | 1-0  | 0-2  | 1-2  | –––– | 6-0  | 4-1  |
| JEF United          | 1-4  | 1-0  | 2-4  | 1-2  | 1-3  | 3-4  | 1-2  | 5-2  | –––– | 2-3  |
| Urawa Reds          | 0-6  | 0-2  | 4-2  | 2-1  | 1-2  | 2-0  | 0-1  | 0-5  | 2-3  | –––– |

Legenda:

      Risultato maturato dopo i tempi supplementari

      Risultato maturato dopo i tiri di rigore

### Finali
| Arbitro: | Kenji Tanaka |

|  |           |                       |
|  | Marcatori | 34’ Miura 89’ Bismark |

| Arbitro: | Shizuo Takada |

|           |           |             |
| Miura 82’ | Marcatori | 38’ Alcindo |

## Statistiche

### Classifica in divenire

#### Suntory Series
| [ 8 ]     |    |    |    |    |    |    |    |    |    |     |     |     |     |     |     |     |     |     |
| [ 8 ]     | 1ª | 2ª | 3ª | 4ª | 5ª | 6ª | 7ª | 8ª | 9ª | 10ª | 11ª | 12ª | 13ª | 14ª | 15ª | 16ª | 17ª | 18ª |
| --------- | -- | -- | -- | -- | -- | -- | -- | -- | -- | --- | --- | --- | --- | --- | --- | --- | --- | --- |
| Gamba     | 1  | 1  | 1  | 1  | 1  | 2  | 3  | 3  | 3  | 4   | 5   | 5   | 5   | 6   | 7   | 7   | 7   | 8   |
| JEF       | 0  | 1  | 2  | 3  | 4  | 4  | 4  | 4  | 5  | 5   | 6   | 7   | 7   | 7   | 7   | 8   | 9   | 9   |
| Antlers   | 1  | 2  | 2  | 2  | 3  | 4  | 5  | 6  | 7  | 7   | 8   | 9   | 10  | 11  | 12  | 13  | 13  | 13  |
| Grampu    | 0  | 1  | 2  | 2  | 3  | 3  | 3  | 4  | 4  | 5   | 5   | 6   | 7   | 7   | 7   | 7   | 7   | 7   |
| Sanfrecce | 1  | 1  | 1  | 2  | 3  | 4  | 5  | 6  | 6  | 6   | 6   | 6   | 6   | 7   | 7   | 8   | 9   | 9   |
| S-Pulse   | 0  | 1  | 2  | 3  | 3  | 3  | 4  | 4  | 4  | 5   | 6   | 7   | 7   | 7   | 8   | 8   | 9   | 10  |
| Urawa     | 0  | 0  | 0  | 0  | 1  | 1  | 1  | 1  | 2  | 2   | 2   | 2   | 2   | 2   | 3   | 3   | 3   | 3   |
| Verdy     | 0  | 0  | 1  | 2  | 2  | 3  | 4  | 4  | 5  | 6   | 6   | 6   | 7   | 8   | 9   | 10  | 11  | 12  |
| Flügels   | 1  | 1  | 2  | 3  | 3  | 3  | 3  | 4  | 4  | 5   | 5   | 5   | 6   | 6   | 6   | 6   | 7   | 8   |
| Marinos   | 1  | 2  | 2  | 2  | 2  | 3  | 3  | 4  | 5  | 5   | 6   | 7   | 8   | 9   | 9   | 10  | 10  | 11  |

#### NICOS Series
| [ 8 ]      |    |    |    |    |    |    |    |    |    |     |     |     |     |     |     |     |     |     |
| [ 8 ]      | 1ª | 2ª | 3ª | 4ª | 5ª | 6ª | 7ª | 8ª | 9ª | 10ª | 11ª | 12ª | 13ª | 14ª | 15ª | 16ª | 17ª | 18ª |
| ---------- | -- | -- | -- | -- | -- | -- | -- | -- | -- | --- | --- | --- | --- | --- | --- | --- | --- | --- |
| Gamba      | 0  | 0  | 0  | 1  | 2  | 3  | 4  | 4  | 4  | 4   | 5   | 5   | 5   | 6   | 7   | 8   | 8   | 8   |
| JEF        | 1  | 2  | 3  | 3  | 4  | 4  | 4  | 4  | 4  | 4   | 5   | 5   | 5   | 5   | 5   | 5   | 5   | 5   |
| Antlers    | 1  | 2  | 2  | 2  | 2  | 2  | 3  | 4  | 5  | 5   | 5   | 6   | 7   | 8   | 9   | 9   | 10  | 10  |
| Grampus E. | 0  | 0  | 0  | 1  | 1  | 1  | 1  | 1  | 2  | 3   | 3   | 4   | 4   | 4   | 4   | 4   | 4   | 5   |
| Sanfrecce  | 1  | 1  | 2  | 2  | 2  | 3  | 3  | 4  | 4  | 4   | 5   | 6   | 6   | 6   | 6   | 7   | 8   | 9   |
| S-Pulse    | 0  | 1  | 2  | 3  | 4  | 5  | 6  | 7  | 8  | 9   | 9   | 10  | 11  | 11  | 12  | 12  | 13  | 14  |
| Urawa      | 0  | 1  | 2  | 2  | 2  | 2  | 2  | 2  | 2  | 2   | 2   | 2   | 3   | 3   | 3   | 4   | 4   | 5   |
| Verdy      | 0  | 1  | 2  | 3  | 4  | 5  | 6  | 6  | 7  | 8   | 9   | 10  | 11  | 12  | 13  | 14  | 15  | 16  |
| Flügels    | 1  | 1  | 1  | 1  | 2  | 3  | 3  | 4  | 5  | 6   | 7   | 7   | 7   | 8   | 8   | 8   | 8   | 8   |
| Marinos    | 1  | 1  | 1  | 2  | 2  | 2  | 3  | 4  | 4  | 5   | 5   | 5   | 6   | 7   | 8   | 9   | 10  | 10  |

### Primati stagionali
| Record - Maggior numero di vittorie: Verdy Kawasaki (28) - Minor numero di sconfitte: Verdy Kawasaki (8) - Miglior attacco: Kashima Antlers (72) - Miglior difesa: Verdy Kawasaki (28) - Miglior differenza reti: Verdy Kawasaki (+41) - Maggior numero di sconfitte: Urawa Reds (28) - Minor numero di vittorie: Urawa Reds (8) - Peggior attacco: Urawa Reds (26) - Peggior difesa: Urawa Reds (78) - Peggior differenza reti: Urawa Reds (-52) | Capoliste solitarie (Suntory Series) - 5ª giornata: JEF United - 9ª-18ª giornata: Kashima Antlers Capoliste solitarie (NICOS Series) - 3ª giornata: JEF United - 8ª-10ª giornata: Shimizu S-Pulse - 14ª-18ª giornata: Verdy Kawasaki |

### Classifica marcatori
| Gol |  |  | Giocatore         | Squadra             |
| --- |  |  | ----------------- | ------------------- |
| 28  |  |  | Ramón Díaz        | Yokohama Marinos    |
| 22  |  |  | Alcindo           | Kashima Antlers     |
| 20  |  |  | Kazuyoshi Miura   | Verdy Kawasaki      |
| 17  |  |  | Nobuhiro Takeda   | Verdy Kawasaki      |
| 16  |  |  | Pavel Řehák       | JEF United          |
| 13  |  |  | Edu               | Shimizu S-Pulse     |
| 12  |  |  | Akihiro Nagashima | Gamba Osaka         |
| 11  |  |  | Hisashi Kurosaki  | Kashima Antlers     |
| 11  |  |  | Takuya Takagi     | Sanfrecce Hiroshima |
| 10  |  |  | Osamu Maeda       | Yokohama Flügels    |
| 10  |  |  | Kenta Hasegawa    | Shimizu S-Pulse     |
| 10  |  |  | Pavel Černý       | Sanfrecce Hiroshima |